# Jan Matura
Jan Matura, né le 20 janvier 1980 à Český Krumlov, est un sauteur à ski tchèque, qui a commencé en tant que coureur du combiné nordique.
Membre du Dukla Liberec, il fait ses débuts en Coupe du monde de saut à ski en 2002. Il remporte sa première victoire en Coupe du monde, le 19 janvier 2013 à Sapporo (Japon).

## Biographie

### Carrière en combiné nordique
Commençant sa carrière de skieur dans le combiné, Jan Matura a participé aux épreuves de ce sport lors des Jeux olympiques d'hiver de 1998 à Nagano, où il a fini 8e en équipe et 35e en individuel. Il a participé à divers Championnats du monde (1997, 1999 et 2001) et a obtenu notamment la quatrième place de l'épreuve par équipes en 1997 à Trondheim. Dans la Coupe du monde, il s'illustre au niveau individuel en janvier 1999, se classant neuvième à Schonach, résultat qui reste son seul top dix dans la compétition.
Il obtient deux podiums individuels dans les compétitions internationales, en décembre 1998 à Otepää dans la Coupe du monde B, puis en septembre 2000 au Grand Prix d'été à Berchtesgaden sur un sprint.

### Carrière dans le saut à ski
S'il a pris part aux Championnats du monde 1997 en saut à ski (39e du grand tremplin), il entame véritablement sa carrière internationale dans ce sport lors de la saison 2001-2002, qui était sa spécialité dans le combiné. Il y est quatrième d'une manche de la Coupe continentale à Engelberg et démarre dans la Coupe du monde à l'occasion de la Tournée des quatre tremplins. Il est sélectionné pour les Jeux olympiques de Salt Lake City, où il est 47e en individuel et douzième par équipes.
En 2003, il intègre pour la première fois le top trente dans l'élite, terminant vingtième au grand tremplin aux Championnats du monde 2003 à Val di Fiemme. Il marque ensuite ses premiers points en Coupe du monde à Planica (24e). En 2005, il se rapproche du top dix, avec des résultats tels que 14e et 11e à Sapporo.
À l'été 2006, dans les compétitions du Grand Prix, il réalise sa meilleure série jusque là, pénétrant le top dix à plusieurs reprises, y compris à Courchevel, où il prend la quatrième place. Après son premier top dix en Coupe du monde à Sapporo (9e), il prend part à ses troisièmes jeux olympiques (deuxièmes en saut), à Turin, terminant 21e et 22e en individuel.
En 2008, sans réussite dans la Coupe du monde, il monte sur un podium en Coupe continentale à Rovaniemi.
Lors de la 2012-2013, il effectue la meilleure saison de sa carrière, finissant dixième de la Coupe du monde. Cet hiver, il monte sur quatre podiums, remportant les deux concours à Sapporo, puis terminant deuxième et troisième sur le tremplin de vol à ski à Harrachov. Il finit également troisième de la Coupe continentale cet hiver. Aussi lors des Championnats du monde de Val di Fiemme, il enregistre son meilleur résultat individuel en grand championnat, terminant cinquième sur le grand tremplin.
Aux Jeux olympiques d'hiver de 2014, il est 23e et 18e en individuel ainsi que septième par équipes.
Il prend sa retraite sportive en 2017 (à 37 ans), après une saison sans résultat significatif.

## Palmarès en saut à ski

### Jeux olympiques
| Épreuve / Édition | Salt Lake City 2002 | Turin 2006 | Sotchi 2014 |
| Petit tremplin    | 47e                 | 21e        | 23e         |
| Grand tremplin    | —                   | 22e        | 18e         |
| Par équipes       | 12e                 | 9e         | 7e          |

### Championnats du monde
| Épreuve / Édition | Épreuve / Édition | Trondheim 1997 | Val di Fiemme 2003 | Oberstdorf 2005 | Sapporo 2007 | Oslo 2011 | Val di Fiemme 2013 | Falun 2015 |
| Petit tremplin    | Petit tremplin    |                | 28e                | 23e             |              |           | 12e                | 38e        |
| Grand tremplin    | Grand tremplin    | 39e            | 20e                | 23e             |              | 40e       | 5e                 | 16e        |
| Par équipes       | PT                |                |                    | 7e              |              | 7e        | 10e                | 11e        |
| Par équipes       | GT                |                | 8e                 | 8e              | 9e           | 8e        | 7e                 | 8e         |

Légende : PT = petit tremplin, GT = grand tremplin

### Championnats du monde de vol à ski
| Épreuve / Édition | Planica 2004 | Kulm 2006 | Oberstdorf 2008 | Planica 2010 | Vikersund 2012 | Harrachov 2014 | Kulm 2016 |
| Individuel        | 37e          | 28e       | 33e             | 35e          | 28e            | 14e            | 22e       |
| Par équipes       | 9e           | 8e        | 6e              | 5e           | 6e             |                | 6e        |

### Coupe du monde
- Meilleur classement général : 10e en 2013.
- 4 podiums dont 2 victoires, 1 deuxième place et 1 troisième place.

#### Différents classements en Coupe du monde
| Année     | Classement général final |
| 2002-2003 | 72e                      |
| 2003-2004 | 51e                      |
| 2004-2005 | 44e                      |
| 2005-2006 | 34e                      |
| 2006-2007 | 57e                      |
| 2007-2008 | 44e                      |
| 2008-2009 | 66e                      |
| 2009-2010 | 53e                      |
| 2010-2011 | 27e                      |
| 2011-2012 | 52e                      |
| 2012-2013 | 10e                      |
| 2013-2014 | 26e                      |
| 2014-2015 | 40e                      |
| 2015-2016 | 33e                      |

#### Détail des victoires
| Année     | Lieu                |
| 2012-2013 | Sapporo (Japon) 2 × |

### Coupe continentale
- 3e du classement général en 2013.
- 9 podiums individuels, dont 3 victoires.

## Palmarès en combiné nordique

### Jeux olympiques
| Épreuve / Édition | Nagano 1998 |
| Individuel        | 35e         |
| Par équipes       | 8e          |

### Championnats du monde
| Épreuve / Édition | Épreuve / Édition | Trondheim 1997 | Ramsau 1999 | Lahti 2001 |
| Sprint            | Sprint            |                | 49e         |            |
| Gundersen         | Gundersen         |                | 34e         | 44e        |
| Par équipes       | Par équipes       | 4e             |             |            |

### Coupe du monde
- Meilleur classement général : 36e en 1999.
- Meilleur résultat individuel : 9e.

#### Différents classements en Coupe du monde
| Année     | Classement général final |
| 1996-1997 | 50e                      |
| 1998-1999 | 36e                      |
| 2000-2001 | 55e                      |